# جون دبليو. طومسون
جون دبليو. طومسون (بالإنجليزية: John W. Thompson) هو مدير وكبير الإداريين التنفيذيين وشخصية أعمال أمريكي، ولد في 24 أبريل 1949 في فورت ديكس ‏ في الولايات المتحدة.

## وصلات خارجية
- جون دبليو. طومسون على موقع إن إن دي بي (الإنجليزية)